# Rossella (nome)
Rossella  è un nome proprio di persona italiano femminile.

## Varianti
- Alterati: Rossellina[1][3]
- Maschili: Rossello[1][3]
  - Alterati: Rossellino[3]

## Origine e diffusione

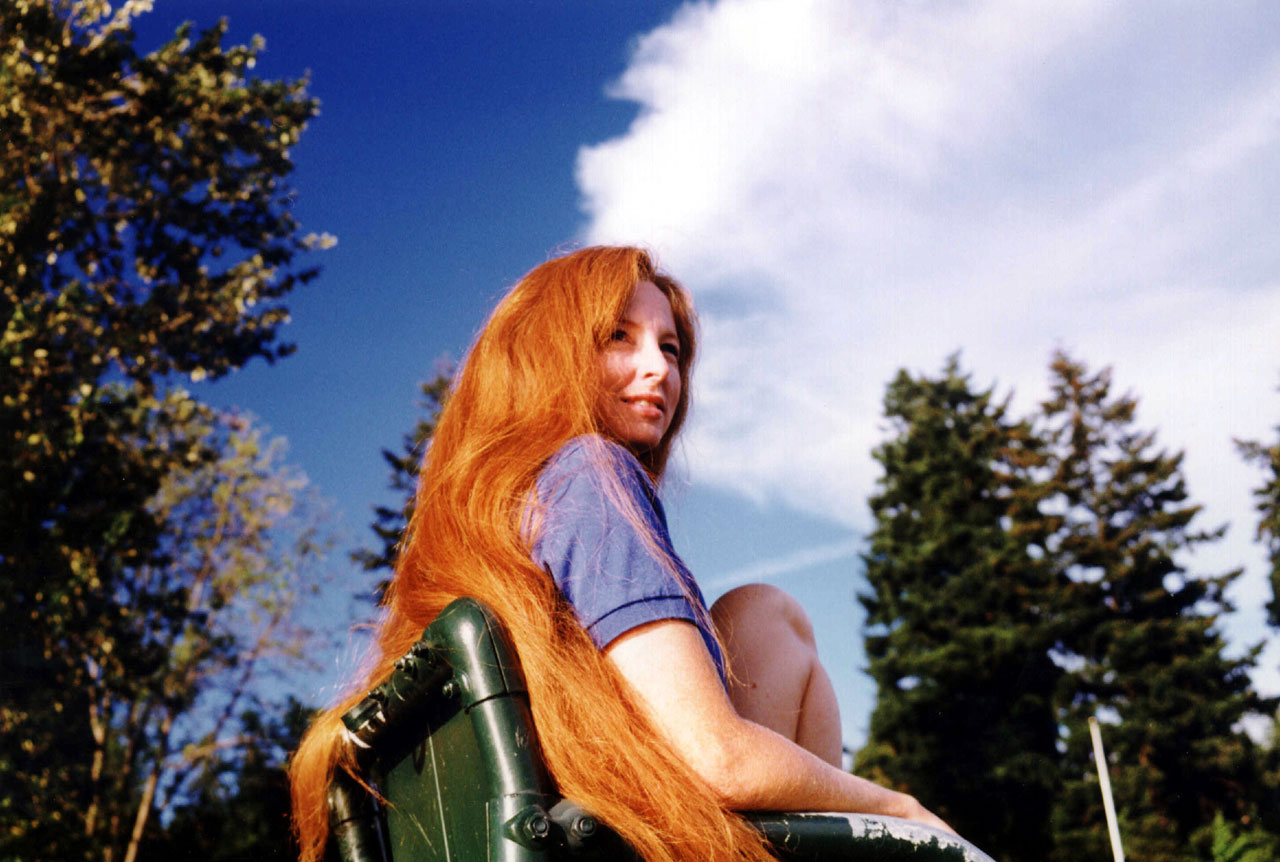
Una ragazza dai lunghi capelli rossi

È una forma vezzeggiativa del nome medievale Rossa che, secondo un'usanza molto diffusa nell'onomastica antica, alludeva al colore rosso dei capelli (alla stessa maniera dei nomi Bruna, Fosca, Fulvia, e via dicendo). 
Nonostante sia di per sé un nome relativamente antico, si è diffuso in maniera consistente solo nel secondo dopoguerra, grazie al personaggio di Rossella O'Hara, una delle due protagoniste femminili del celeberrimo film Via col vento (il cui nome, nell'originale inglese, è Scarlett). Negli anni 1970 si contavano circa diecimila occorrenze del nome, sparse prevalentemente al Centro-Nord Italia.

## Onomastico
Non vi sono sante chiamate Rossella, che quindi è un nome adespota; l'onomastico si festeggia pertanto il 1º novembre, giorno di Ognissanti. 

## Persone

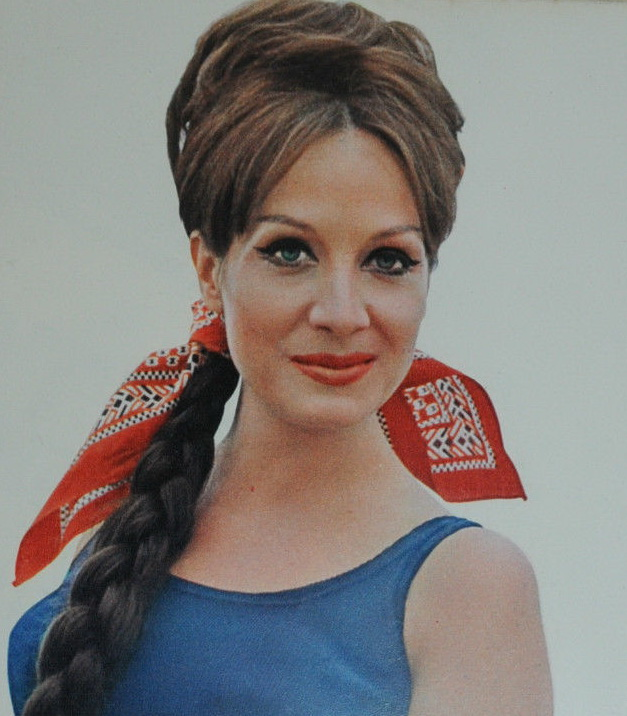
Rossella Como

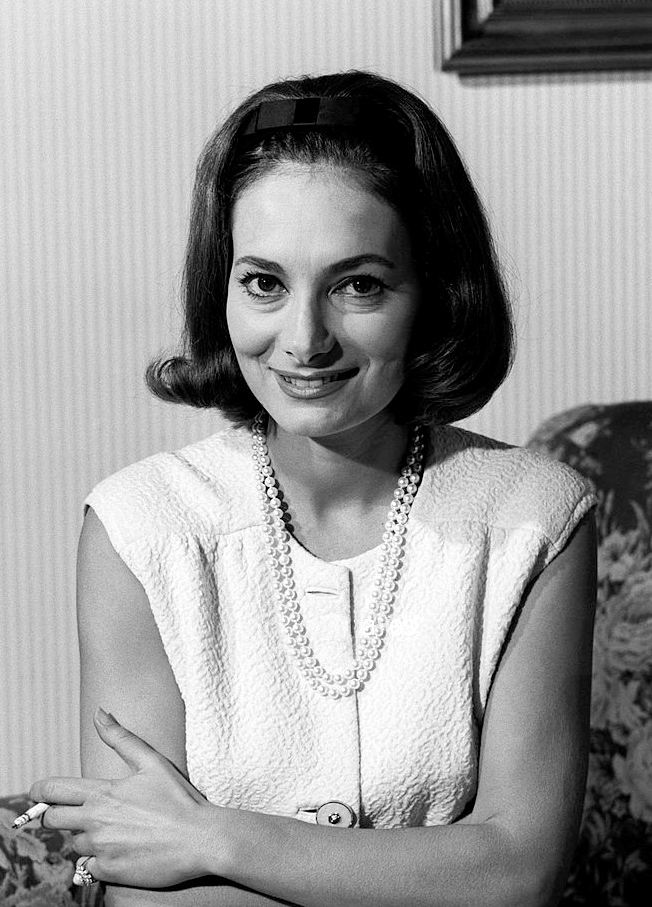
Rossella Falk

- Rossella Acerbo, doppiatrice, direttrice del doppiaggio e dialoghista italiana
- Rossella Brescia, ballerina, conduttrice televisiva, conduttrice radiofonica, modella e attrice italiana
- Rossella Casini, donna italiana vittima della 'Ndrangheta
- Rossella Como, attrice italiana
- Rossella Drudi, sceneggiatrice, scrittrice e produttrice cinematografica italiana
- Rossella Falk, attrice italiana
- Rossella Fiamingo, schermitrice italiana
- Rossella Gregorio, schermitrice italiana
- Rossella Izzo, doppiatrice, direttrice del doppiaggio, dialoghista e regista italiana
- Rossella Marcone, cantante italiana
- Rossella Panarese, giornalista italiana
- Rossella Ratto, ciclista su strada italiana
- Rossella Seno, cantante e attrice italiana
- Rossella Vodret, storica dell'arte, funzionaria e museologa italiana

### Varianti maschili
- Rossello di Jacopo Franchi, pittore italiano
- Rossellino Della Tosa, politico e nobile italiano

## Il nome nelle arti
- Rossella Andrei è un personaggio della serie televisiva Rossella.
- Rossella Graziani è un personaggio della soap opera Un posto al sole.
- Rossella O'Hara è un personaggio del romanzo di Margaret Mitchell Via col vento, dell'omonimo film del 1939 da esso tratto e di tutte le altre opere ad essi ispirate.
- Rossella Schnell è un personaggio della serie televisiva I ragazzi della 3ª C.
- Messer Rossello è un personaggio della commedia di Annibale Caro Gli straccioni.